# 11510 Borges
A 11510 Borges (ideiglenes jelöléssel 1990 VV8) a Naprendszer kisbolygóövében található aszteroida. Eric Walter Elst fedezte fel 1990. november 11-én.
Nevét Jorge Luis Borges (1899 – 1986) argentin költő után kapta.